# Tlaxcala
Tlaxcala jedna je od 31 saveznih država Meksika, smještena u središnjem dijelu zemlje. Država se prostire na 4.016 km², u njoj živi 1.127.331 stanovnika (2009), glavni grad je istoimeni Tlaxcala.
Tlaxcala je najmanja meksička savezna država po površini, a okružuju je savezne države Puebla i Hidalgo, te savezna država México.

## Općine
- Acuamanala de Miguel Hidalgo
- Altzayanca
- Amaxac de Guerrero
- Apetatitlán de Antonio Carvajal
- Apizaco
- Atlangatepec
- Benito Juárez
- Calpulalpan
- Chiautempan
- Contla de Juan Cuamatzi
- Cuapiaxtla
- Cuaxomulco
- El Carmen Tequexquitla
- Emiliano Zapata
- Españita
- Huamantla
- Hueyotlipan
- Ixtacuixtla de Mariano Matamoros
- Ixtenco
- La Magdalena Tlaltelulco
- Lázaro Cárdenas
- Mazatecochco de José María Morelos
- Muñoz de Domingo Arenas
- Nanacamilpa de Mariano Arista
- Natívitas
- Panotla
- Papalotla de Xicohténcatl
- San Damián Texoloc
- San Francisco Tetlanohcan
- San Jerónimo Zacualpan
- San José Teacalco
- San Juan Huactzinco
- San Lorenzo Axocomanitla
- San Lucas Tecopilco
- San Pablo del Monte
- Sanctórum de Lázaro Cárdenas
- Santa Ana Nopalucan
- Santa Apolonia Teacalco
- Santa Catarina Ayometla
- Santa Cruz Quilehtla
- Santa Cruz Tlaxcala
- Santa Isabel Xiloxoxtla
- Tenancingo
- Teolocholco
- Tepetitla de Lardizábal
- Tepeyanco
- Terrenate
- Tetla de la Solidaridad
- Tetlatlahuca
- Tlaxcala
- Tlaxco
- Tocatlán
- Totolac
- Tzompantepec
- Xaloztoc
- Xaltocan
- Xicohtzinco
- Yauhquemecan
- Zacatelco
- Zitlaltepec de Trinidad Sánchez Sa